# Гей-парады в России
Гей-парады (англ. Gay parade) или гей-прайды (англ. Gay pride) являются публичными массовыми выступлениями в поддержку толерантного отношения к геям, лесбиянкам, бисексуалам и трансгендерам (ЛГБТ), а также прав человека и гражданского равноправия для всех людей вне зависимости от сексуальной ориентации и гендерной идентичности.
В России гей-парадами принято называть любые публичные мероприятия геев и лесбиянок, даже если организаторы сами не называют свои акции «парадом». Гей-парадами считают как собственно правозащитные общественно-политические акции движения гей-прайда (пикеты, митинги, шествия), так и другие публичные общественные мероприятия ЛГБТ-сообщества (флэш-мобы, пикеты и пр.), а иногда даже просто развлекательные шоу и мероприятия. Несмотря на значительные различия в форме проведения, характере и целях этих мероприятий, нередко все они в равной степени прессой и властями именуются «гей-парадами», зачастую вопреки заявлениям самих организаторов и участников.
Оживлённые дискуссии со стороны представителей власти, прессы, общества в целом, а также внимание мировой общественности вызвали правозащитные акции Московского гей-прайда, которые с мая 2006 года ежегодно проводились в Москве правозащитным проектом GayRussia.Ru. В 2008 году движение Московского гей-прайда объединилось с белорусскими ЛГБТ-активистами, учредив совместный Славянский гей-прайд, мероприятия которого проходят в Москве и Минске. В 2010 году к российскому движению гей-прайда присоединились ЛГБТ-активисты из Петербурга, впервые проведя Санкт-Петербургский ЛГБТ-прайд.

## Концепция гей-парада

### Цели акции
«Смысл проведения такого парада — это показать, что геи существуют, что геи тоже люди, и что они имеют право на свободу выражения своих мнений».
Гей-парад или гей-прайд в мировом сообществе исторически рассматривается в качестве акции в поддержку толерантности и защиту прав ЛГБТ. Гей-парады традиционно проходят во многих странах мира летом, чаще всего в июне, в память о Стоунволлских бунтах, когда тысячи геев и лесбиянок выступили против полицейского произвола, что стало одним из символов начала борьбы сексуальных меньшинств за гражданские права.
Мэр Берлина Клаус Воверайт стал известен своей предвыборной поговоркой: «Ich bin schwul, und das ist auch gut so!», то есть: «Я гей, и это нормально!».
Российские гей-активисты, выступающие за воспроизведение зарубежного опыта акций гей-прайдов в России, настаивают на правозащитном значении гей-парада. Так лидер организации GayRussia Николай Алексеев после первого заявления о намерении провести гей-прайд в 2006 году заявил:

«Акция будет не карнавалом, которые обычно проводятся в Европе, а правозащитным шествием, направленным против гомофобии и дискриминации секс-меньшинств». «Никаких голых людей, вызывающих одежд не будет, это будет шествие в классическом понимании этого слова, лишь только флаги будут радужные — шестицветные, символизирующие гей-сообщество. Мы будем добиваться от властей запрета дискриминации по половой ориентации не только на бытовом уровне, но и в трудовой сфере».
В настоящее время на сайте Санкт-Петербургского ЛГБТ-прайда (ЛГБТ-организация «Равноправие») о целях гей-парада говорится:

«Нам очень нужен парад. Будет ли это парад, митинг или манифестация — не важно. Главное — открыто выступить с требованиями обеспечить равные права лесбиянкам, геям, бисексуалам и трансгендерным людям. Выступить открыто — значит, продемонстрировать обществу и государству существование у нас целого комплекса правовых, социальных, экономических проблем, невозможность жить открытой полноценной жизнью из-за невежества, иррациональных страхов, предрассудков и пренебрежения по отношению к нам; заявить о недопустимости замалчивания наших проблем. Только если все права нам гарантированы, мы можем жить в достоинстве».

### Терминология в России и за рубежом
Терминология публичных гей-акций различается в России и за рубежом. В России популярным и практически общеупотребимым названием акций стал «гей-парад», хотя сами гей-активисты предпочитают употреблять термин «гей-прайд». В западных странах при описании публичных гей-акций могут употребляться различные термины, однако, наиболее употребимым термином гей-акций в России является «гей-прайд» (gay pride). Этот термин в отношении попыток проведения гей-парадов в России употребляется и в международных документах: в частности, в документах Европейского парламента и в решении ЕСПЧ по делу «Алексеев против России». Так, в названном решении ЕСПЧ сказано:

«В 2006 году заявитель вместе с другими людьми организовал шествие с целью привлечения внимания к дискриминации меньшинства геев и лесбиянок в России, уважения к правам и свободам человека и с целью призыва к терпимости со стороны российских властей и общества в целом к этому меньшинству. В том году шествие было названо „Шествие прайда“, а в последующие годы — „Гей-прайд“, по аналогии со схожими мероприятиями гомосексуальных сообществ в крупных городах по всему миру».
Однако, далее в этом же документе цитируются сообщения СМИ с заявлениями представителей российской власти, где те же самые акции называются термином «гей-парад» (gay parade). Таким образом, в международных документах термины «гей-парад» и «гей-прайд» в России являются синонимами.

## Акции гей-парадов

### Предыстория
В начале 1990-х годов на волне либерализации общественного дискурса активизировалось и российское ЛГБТ-движение. В частности стали организовываться кинофестивали и массовые публичные выступления.
День государственного флага в Москве в 1998 году отметился участием в официальной колонне и концерте на Васильевском спуске платформы сексменьшинств.
В Екатеринбурге при поддержке городской администрации с 2001 по 2005 год проходили «парады любви», которые многие СМИ называли гей-парадами из-за присутствия на них большого количества гомосексуалов. Эти мероприятия были прерваны в 2006 году в связи со скандалом вокруг Московского гей-прайда.
В Москве в мае 2006 года должен был состояться фестиваль «Радуга без границ», который был сорван из-за угроз экстремистских группировок, устроивших серию погромов и избиений. Позднее выяснилось, что эти же группировки через несколько месяцев устроили теракт на Черкизовском рынке.
В Санкт-Петербурге 27 мая 2006 в рамках «Дня города» прошло шоу «Парад любви», организованное клубом «Центральная станция» с разрешения городской администрации. На площадке перед католическим храмом св. Екатерины Александрийской (Невский пр., д. 32—34) была установлена сцена, где, по свидетельству администрации прихода, «в течение всего вечера устраивались грязные и пошлые танцы с участием обнаженных женщин и трансвеститов, оскорбляющие не только чувства верующих, пришедших на богослужение, но и всех порядочных горожан, пришедших на праздник с детьми». Представители храма, в котором была сорвана месса, подали в прокуратуру жалобу на организаторов.
Митрополит Тадеуш Кондрусевич, бывший ординарий архиепархии Божией Матери в Москве, комментируя произошедшее, сказал: «Я потрясён тем, что произошло в Санкт-Петербурге. Мало того, что пропагандируется безнравственность, так ещё открыто попираются права верующих. В Федеральном Законе „О свободе совести и о религиозных объединениях“ сказано: „Проведение публичных мероприятий, оскорбляющих религиозные чувства граждан, вблизи объектов религиозного почитания запрещается“ (ст.3, п.6).».
Представители клуба «Центральная станция», которых СМИ объявили «организаторами гей-парада», заявили, что их клуб лишь предоставил своих артистов из травести-труппы для выступления, и они сами огорчены выбором места проведения мероприятия. Они сообщили также о намерении направить официальное письмо с извинениями в адрес католического прихода. В клубе особо отметили, что «акция не могла носить характер гей-парада, поскольку представители сексуальных меньшинств хоть и были, возможно, в числе зрителей шоу, но основную массу пришедших на праздник составляли все-таки „обычные“ горожане». Непричастность к мероприятию подтвердили и представители ЛГБТ-сообщества".
Различные мероприятия правозащитного и просветительского характера, такие как Неделя против гомофобии, День молчания, Радужный флешмоб, регулярно проводит Российская ЛГБТ-сеть. Широкое освещение в прессе получили подобные акции, проводимые в Санкт-Петербурге ЛГБТ-организацией «Выход».

### Гей-парад-2006
В начале 2006 года активисты проекта GayRussia заявили о намерении провести первую акцию гей-прайда и направили заявку об этом в администрацию Москвы. Мэр Москвы Юрий Лужков принял решение запретить акцию.

#### Запрет гей-парада
16 марта 2006 г. решение мэра Москвы Юрия Лужкова запретить проведение гей-прайда поддержал патриарх Алексий II, опубликовавший письмо на официальном сайте РПЦ. Алексий II, в частности, заявил: «Хотел бы поблагодарить за принятое вами решение не допустить публичной пропаганды безнравственности… Относясь с пастырской ответственностью к людям, имеющим подобные наклонности, и призывая их к исправлению, Церковь в то же время решительно противостоит попыткам представить греховную тенденцию как „норму“ и пример для подражания».
Ряд представителей европейской общественности и политической элиты, напротив, поддержали идею гей-парада в Москве и оказывали в связи с этим определённое давление на мэра Москвы (как известно, некоторые влиятельные европейские коллеги Лужкова — например, мэры Парижа Бертран Деланоэ и Берлина Клаус Воверайт — сами являются геями и постоянными участниками гей-парадов в своих городах). В зарубежных выступлениях Юрий Лужков объяснял недопустимость проведения в Москве гей-парада не тем, что он считает эту акцию безнравственной, а тем, что против гей-парада, по его мнению, выступают не только все традиционные религиозные конфессии, но и общественность. «Если бы он проходил в Москве, его участники подвергались бы довольно большой опасности, так как могли пострадать от негативных настроений москвичей», — заявил мэр. Говоря о гомосексуальных половых отношениях, он также добавил: «Моя философия: я негативно отношусь к этим явлениям, так как считаю их неестественными для человеческой природы, хотя стараюсь терпимо относиться ко всему, что возникает в человеческом обществе».
Суд отклонил жалобу, поданную активистами российского гей-движения на действия московских властей, которые дважды отвечали отказом на заявления о проведении гей-парада в Москве в 2006 году.
Организаторы запланировали проведение акции на 27 мая (день отмены в РФ уголовной ответственности за гомосексуализм). Участники акции намеревались пройти по Мясницкой улице от здания Главпочтамта до Соловецкого камня на Лубянской площади.
Городские власти запретили мероприятие, сославшись на соображения безопасности. Против проведения акции геев выступили главы некоторых религиозных конфессий. Согласно опросу, проведённому Фондом «Общественное мнение», решение о запрете гей-парада в Москве одобрили 77 % опрошенных. При этом среди тех, кто осуждает гомосексуалов, доля одобривших запрет равна 92 %, а среди тех, кто их не осуждает — 65 %. Сочли неправильным запрет гей-парада 9 % опрошенных.

#### Попытка проведения гей-шествия
27 мая 2006 года группа по организации гей-парада в Москве, на проведение которого она не смогла получить разрешение от городских властей, заявила, что его участники всё равно попытаются возложить цветы к Вечному огню в Александровском саду, а также провести пикет у памятника Юрию Долгорукому. Участники шествия были, однако, разогнаны и частично задержаны милицией.

#### Международные последствия
В ходе несанкционированной гей-акции были избиты несколько иностранцев: депутат Бундестага Фолькер Бек, представитель французской партии зелёных Пьер Серн и австрийский активист Курт Криклер.
1 июня 2006 года внешнеполитическое ведомство Германии занялось расследованием избиения русскими националистами депутата бундестага Фолькера Бека во время проведения запрещённой гей-акции. Немецкое правительство дало понять, что применение насилия к Беку может иметь политические последствия для России.
Вице-председатель фракции ХДС/ХСС Андреас Шокенхофф упрекнул Бека за то, что «своим участием в демонстрации он нарушил правила игры в России». На следующий день канцлер Ангела Меркель (ХДС/ХСС) выступила с официальным заявлением, выразив сожаление по поводу нападения на Бека. Меркель подчеркнула, что «господин Шокенхофф также сожалеет о своем высказывании и непременно извинится».
Посольство России в Берлине пикетировали представители сексуальных меньшинств Германии, обвиняя российские власти в нарушении прав человека.

### Гей-парад-2007
27 мая 2007 года была предпринята ещё одна попытка провести парад в Москве возле здания правительства Москвы. Она была пресечена милицией, ОМОН и православно-националистическими организациями.
В акции приняли участие германский парламентарий Фолькер Бек, депутаты Европарламента от Транснациональной радикальной партии Марко Капатто и Партии коммунистического возрождения Владимир Луксурия (являющаяся транссексуалом), британский активист Питер Тэтчелл. Депутата Европарламента Марко Капатто пинали ногами. Он был арестован, когда пытался обратиться к милиции за защитой. Питер Тэтчел и Николай Алексеев также были арестованы. Питер Тэтчел и Фолькен Бек получили удары по лицу. Впоследствии Питер Тэтчел заявил: «Полиция находилась неподалёку, но ничего не предпринимала. В конце концов они приблизились. Я был арестован, в то время как напавшие на меня отпущены на свободу». Он утверждает, что милиция издевалась над ним, прежде чем он был отправлен в больницу
Статьи с освещением событий вышли в крупнейших западных СМИ: «The Guardian», «International Herald Tribune», «Washington Post», «Reuters», «The Sydney Morning Herald»
Мэр Лондона Кен Ливингстон и мэр Парижа Бертран Деланоэ выразили протест в связи с нападением на участников акции. Мэр Рима Вальтер Вельтрони выразил сожаление по поводу случившегося. С резкой критикой в связи с нападением на итальянских депутатов выступили политики Италии (в частности, бывшие министры в правительстве Сильвио Берлускони Рокко Буттильоне и Стефания Престиджакомо, министр внешней торговли Италии Эмма Бонино, министр иностранных дел Италии Массимо Д’Алема). Лидер крупной партии левоцентристской правительственной коалиции «Левые демократы» Пьеро Фассино оценил эпизод как «неприемлемое проявление гомофобии». 15 июня 2007 года городской совет Лондона единогласно принял постановление, осуждающее запрет гей-парада в Москве.

### Гей-парад-2008
1 июня 2008, в день очередного заявленного шествия, националисты и верующие собрались на Тверской, чтобы выразить свой протест. Однако гей-активисты неожиданно появились совсем в другом месте: около 40 человек прошли шествием от памятника Чайковскому по всей Большой Никитской улице. В то же время на Тверской из окон одного из жилых домов, напротив мэрии, был вывешен большой плакат: «Права геям и лесбиянкам! Гомофобию мэра Лужкова — под суд». Никто из гей-активистов задержан не был.

### Гей-парад-2009
16 мая 2009 года было проведено правозащитное мероприятие «Славянский гей-прайд» в Москве в день финала конкурса «Евровидение». Мероприятие, которое проводилось в форме пикета, было разогнано милицией.

### Гей-парад-2010
29 мая 2010 года было проведено сразу два мероприятия, направленных на защиту прав сексуальных меньшинств.
На Старом Арбате прошёл Марш равенства, организованный оргкомитетом, в который вошли движение Левое Социалистическое Действие, Российская секция Комитета за рабочий интернационал, анархисты, феминистки и рабочая группа по правам ЛГБТ Московского городского отделения объединённого демократического движения «Солидарность». В акции приняло участие около 30 человек. Основными лозунгами акции были
«Геи за равные права без компромиссов!», «Наживе — бой! Гомофобию — долой!» «ЛГБТ не до карнавала, нам нужны равные права», «Привилегии нужны чиновникам, нам — равные права», «Угроза детству — дискриминация молодых мам», «Мы — обычные родители, а не растлители».
В этот же день состоялся пятый юбилейный гей-прайд, в котором приняли участие около 50 человек. Активисты ЛГБТ движения пронесли по улице большой радужный флаг.

### Вердикт Европейского суда по правам человека
Каждый раз после отказа московских властей в согласовании манифестации гей-прайда гей-активисты опротестовывали это решение в судах, последовательно переходя от нижестоящих к вышестоящим, после чего жалобы направлялись на рассмотрение Европейского суда по правам человека. Официальным заявителем этих жалоб был гей-активист Николай Алексеев. 17 сентября 2009 года ЕСПЧ объединил жалобы на запрет проведения в Москве гей-парадов в 2006, 2007 и 2008 годах в одно производство под грифом Alekseyev v Russia — «Алексеев против России» (Жалобы № 4916/07, 25924/08 и 14599/09). Жалобы были переданы Европейским судом по правам человека российскому правительству, которое было обязано ответить на вопросы, заданные ему Европейским судом.
Данное дело касается запрета на проведение 163 публичных мероприятий, и в нём утверждается о нарушении статей 11, 13 и 14 Европейской конвенции о защите прав человека. ЕСПЧ принял решение рассмотреть вопросы о приемлемости и существе данного дела одновременно, а в подготовленном им изложении фактов были особо выделены гомофобные высказывания, допущенные должностными лицами правительства Москвы.
21 октября 2010 года ЕСПЧ признал незаконным запреты гей-парадов в Москве. Интересы заявителя в деле представлял Д. Бартенев, адвокат, практикующий в Санкт-Петербурге. Интересы российского правительства представлял Г. Матюшкин, Уполномоченный Российской Федерации при Европейском Суде по правам человека. В вердикте Суда были приведены, в частности, следующие обоснования.
Суд констатировал, что разгон проводимых манифестаций гей-прайда представляет собой вмешательство в осуществление свободы мирного собрания. Суд подчеркнул, что демократия является единственной политической моделью, предусмотренной в Конвенции о защите прав человека и основных свобод. Относительно признаков «демократического общества», Суд подчеркнул особую важность плюрализма, терпимости и свободомыслию. В этом контексте Суд утверждает, что:

«Несмотря на то, что индивидуальные интересы должны иногда подчиняться интересам группы, демократия не значит лишь то, что взгляды большинства всегда должны превалировать: необходимо достичь баланс, который обеспечивает справедливое и надлежащее отношение к меньшинствам и избегает любого злоупотребления доминирующим положением».
Суд указал, что государство является гарантом принципа плюрализма. Это обязательство государства «имеет особую важность для лиц, придерживающихся непопулярных взглядов или принадлежащих к меньшинствам, так как они более подвержены преследованиям».
Суд подчеркнул, что свобода собраний защищает демонстрацию, которая может раздражать или оскорблять лиц, выступающих против идей или целей, которые она пытается продвигать. Суд констатировал, что участникам должна быть обеспечена возможность проводить демонстрацию без опасений быть подвергнутыми физическому насилию со стороны своих оппонентов, а обязанностью государств, подписавших Конвенцию о защите прав человека и основных свобод, является принятие надлежащих мер по обеспечению мирного характера законных демонстраций.
По поводу заявлений, призывающих к насилию и возбуждающих вражду в отношении участников публичного мероприятия (таких, как заявление мусульманского муфтия из Нижнего Новгорода, который заявил, что гомосексуалов нужно забивать до смерти камнями) Суд указал, что «эти вопросы могли быть должным образом разрешены путём привлечения к ответственности соответствующих лиц». Однако, отмечает Суд, «не похоже, чтобы власти в данном деле отреагировали на призыв священника к насилию каким-либо иным образом, кроме как путём запрета мероприятия, которое он осудил. Используя столь откровенно незаконные призывы в качестве основания для запрета, власти по сути санкционировали намерения лиц и организаций, которые ясно и умышленно собирались сорвать мирную демонстрацию в нарушение закона и общественного порядка». Суд указал, что:

«Если бы любая возможность напряжения и раздраженного обмена мнениями между противостоящими группами во время демонстрации была бы причиной для её запрета, то общество лишилось бы возможности выслушать различающиеся точки зрения по любому вопросу, который оскорбляет чувствительность мнения большинства». И «было бы несовместимым с фундаментальными ценностями Конвенции, если бы условием реализации группой меньшинства прав, закрепленных в Конвенции, было бы её принятие большинством».
Суд также отметил, что мэр Москвы неоднократно выражал свою решимость не допустить проведение гей-парадов и схожих мероприятий, так как считал их проведение неуместным. Правительство Москвы в своих замечаниях также указало, что такие мероприятия должны быть запрещены в принципе, поскольку, по мнению чиновников мэрии, «пропаганда гомосексуализма» несовместима с религиозными доктринами и моральными ценностями большинства, и может быть пагубной для детей и уязвимых взрослых. Суд отметил, что эти причины не относятся к основаниям для запрета или иного ограничения публичного мероприятия в силу национального законодательства.
Суд напомнил, что гарантии Конвенции о защите прав человека и основных свобод применяются ко всем собраниям, кроме тех, организаторы и участники которых высказывают намерения совершения насильственных действий или каким-либо иным образом отрицают основы «демократического общества». Суд указал, что:

«Любые меры, связанные с вмешательством в свободу собраний и выражения, кроме случаев призыва к насилию или отвержения демократических принципов, — при этом, какими бы шокирующими и неприемлемыми ни казались властям отдельные взгляды или высказывания — наносят ущерб демократии и часто даже опасны для неё».
Мэр Москвы полагал необходимым ограничить любое упоминание гомосексуальности сферой частной жизни и изгнать геев и лесбиянок из публичной жизни, имея в виду, что гомосексуальность является результатом сознательного и антисоциального выбора. На это утверждение Суд ответил:

«В распоряжении Суда не имеется научных доказательств или социологических данных о том, что простое упоминание гомосексуальности или открытые публичные дебаты о социальном статусе сексуальных меньшинств негативно скажутся на детях или уязвимых взрослых. Напротив, только с помощью беспристрастного и публичного обсуждения общество может решить такие сложные вопросы, как те, которые были подняты в настоящем деле. Такое обсуждение, подкрепленное научными исследованиями, благоприятно сказалось бы на социальной сплоченности, гарантировав, что услышаны представители всех взглядов, включая заинтересованных людей. Это также прояснило бы некоторые спорные моменты, такие, как, может ли человек воспитываться или вовлекаться в гомосексуальность или из неё, или выбирать или отвергать её добровольно. Именно такое обсуждение пытался начать заявитель в настоящем деле, и его нельзя заменить никакими спонтанно высказанными, ограниченными взглядами чиновников, которые они считают популярными. В таких обстоятельствах Суд может лишь заключить, что решения властей о запрете рассматриваемых мероприятий не были основаны на приемлемой оценке всех имеющих значение фактов».
В результате рассмотрения дела Суд заключил, что решения властей о запрете гей-прайдов не соответствовали насущной социальной потребности и не были необходимы в демократическом обществе. Суд установил, что главной причиной запрета в отношении этих мероприятий было несогласие властей с демонстрациями, которые они считали «пропагандой гомосексуализма». Суд, в частности, отметил, что не может игнорировать жёсткие личные убеждения, высказанные публично мэром Москвы, и неоспоримую связь между этими заявлениями и запретом. В свете этих выводов Суд считает установленным, что заявитель подвергся дискриминации на основании его сексуальной ориентации и сексуальной ориентации других участников в запланированных мероприятиях.
В результате рассмотрения дела Европейским судом по правам человека было вынесено решение по существу: нарушение статьи 11 (право на свободу собраний), 14 (запрет дискриминации) и 13 (право на эффективное средство правовой защиты) Конвенции о защите прав человека и основных свобод. Общая сумма компенсации, подлежащая выплате заявителю составляет 29 тысяч евро.
21 января 2011 года представители России в Европейском суде по правам человека обжаловали указанное решение в Большую палату ЕСПЧ.
11 апреля 2011 года ЕСПЧ окончательно признал незаконным запрет гей-парадов в Москве и оставил вышеозвученный вердикт в силе.

### Гей-парад-2011
17 мая 2011 года Московские власти вновь отказали российскому гей-сообществу в согласовании публичной акции на Болотной площади 28 мая.

#### Разгон гей-парада
28 мая 2011 года гей-активисты предприняли попытку провести парад в двух местах: на Манежной и на Тверской площадях. По сообщениям СМИ, в этих местах собралось порядка 350 человек, в том числе 230 журналистов. Одновременно собрались активисты Союза православных хоругвеносцев. Некоторые из них держали в руках гомофобные плакаты и скандировали лозунги, призывающие к нападениям на участников акции. Глава Союза хоругвеносцев Л. Д. Симонович-Никшич публично разорвал портрет открытого гея Элтона Джона. Среди собравшихся были замечены также и активисты «Всероссийского народного ополчения имени Минина и Пожарского».
Проведение прайда было подавлено ОМОНом. Более 60 человек было задержано. По сообщениям СМИ, многие националисты помогали ОМОНу проводить задержание в качестве добровольцев. Среди задержанных оказалось трое иностранных граждан, известных гей-активистов: американцы Дэн Чой и Энди Тэйер, а также француз Луи-Жорж Тен — инициатор Международного дня борьбы с гомофобией. Дэн Чой выступил с обращением к госсекретарю США Хиллари Клинтон с требованием осудить действия российских властей в отношении представителей сексуальных меньшинств.
Огромный резонанс в СМИ вызвали сообщения об избиении журналистки «Новой газеты» Елены Костюченко, которой нанёс удар по голове один из православных активистов. Ранее в нескольких изданиях было опубликовано её обращение к общественности под заголовком «Почему я сегодня иду на гей-парад». В обращении обосновывались требования равноправия геям и лесбиянкам. Журналистка была госпитализирована с подозрением на сотрясение мозга, но в больнице ей был поставлен диагноз баротравмы.
В этой связи на одном из крупных православных порталов «Православие и мир» появилась публикация, призывающая «немедленно и однозначно отмежеваться от любых беззаконных, и, тем более, насильственных действий в отношении гей-активистов». Автор утверждает: «Я остаюсь решительным противником гей-парадов и продвижения гомосексуального поведения вообще; и я полностью уверен, что всем нам просто необходимо безоговорочно отмежеваться от хулиганов, которые избивают людей на улицах. Особенно отвратительно, когда мужчина наносит побои женщине».
Глава синодального Отдела по взаимоотношениям Церкви и общества протоиерей Всеволод Чаплин в интервью агентству «Интерфакс» выразил сожаление по поводу происшедших избиений. Однако, по его мнению, протест православных верующих против проведения гей-прайда «в основном был вполне мирным». Он высказал благодарность властям и полиции за то, что они «весьма корректно предотвратили акцию пропагандистов гомосексуализма», и выразил надежду, что и в дальнейшем власти в подобных случаях будут «прислушиваться к голосу собственного народа, большинство которого однозначно не приемлет пропаганду гомосексуализма, а не ко внешнему давлению, которое было и перед акцией, и продолжается сейчас».

#### Международная реакция
Государственный департамент США выразил «озабоченность тем, что мирная демонстрация россиян, отстаивающих права геев и лесбиянок, к которой присоединились сторонники из других стран, была силой разогнана их противниками, и что российские силы правопорядка задержали людей из обеих групп».
МИД Франции напомнил о необходимости соблюдать свободу слова и мирных собраний. «Франция напоминает о своем осуждении нарушений прав человека и основных свобод, основанных на сексуальной ориентации и гендерной идентичности, в какой бы стране они ни происходили», — говорится в коммюнике МИДа Франции.
Генеральный секретарь Совета Европы Турбьёрн Ягланд высказал сожаление о столкновениях «между активистами гей-движения и националистическими экстремистами», а также о том, что «полиция была не в состоянии эти столкновения предотвратить». «Право на свободу выражения мнений и мирные собрания, закрепленное в статье 11 Европейской конвенции о правах человека, принадлежит всем без какой-либо дискриминации, и правоохранительные органы обязаны защищать мирных демонстрантов». «Европейский суд по правам человека постановил, что гей-парады разрешаются. И потому я призываю все заинтересованные стороны в России к участию в ответственном и конструктивном диалоге о свободе собраний и объединений с тем, чтобы это право и общественная безопасность обеспечивались в полной мере», — сказал он.
Европейский парламент принял резолюцию, призывающую Евросоюз «жестко привязать» выстраивание партнерских отношений с Россией к проблеме соблюдения прав человека. Особую озабоченность евродепутатов вызывают в числе наиболее острых проблем права секс-меньшинств в России, включая запрет шествия гей-прайда в Москве шестой год подряд.

#### Жалоба в ЕСПЧ
2 мая 2012 года Николай Алексеев от своего имени и от имени своей матери Ирины Алексеевой подал жалобу в ЕСПЧ по поводу запрета московскими властями гей-парада в 2011 году.

### Гей-парад-2012
Спонтанный гей-парад состоялся 1 мая 2012 года в Петербурге в рамках «Демократического марша». Представители демократического движения, в массе своей равнодушные к проблемам ЛГБТ, тем не менее не позволили сотрудникам правоохранительных органов отсечь прайд и после препирательств с полицией выставили участников с радужными флагами в голову колонны, а те активисты, которые несли передний баннер с надписью «Петербург против Путина», в знак солидарности также надели на себя радужные ленточки.
14 мая 2012 года в столичную мэрию была подана заявка о проведении акции гей-прайда, запланированного на 27 мая. Отличительной особенностью этой заявки стало то, что в ней прямо указано о готовности организаторов изменить место и время проведения акции на любое, которое будет предложено столичным правительством. Власти Москвы отказали в согласовании проведения мероприятия, аргументируя это тем, что «данная акция вызывает негативную реакцию общества и является провокацией, причиняющей моральный вред». Организаторы акции заявили, что обжалуют отказ московских властей на проведение мероприятия в Тверском суде Москвы. Они подтвердили намерение провести акцию 27 мая в центре Москвы в любом случае.
4-5 июля 2012 года появились сообщения о том, что в Санкт-Петербурге официально была согласована публичная акция в защиту прав ЛГБТ, которую некоторые СМИ называют «первым в России разрешённым гей-парадом» или «первым в России гей-прайдом».
В документе, копию которого предъявил организатор акции Юрий Гавриков агентству РИА Новости, говорится: «Цель проведения: привлечение внимания общества и власти к нарушениям гражданских прав в отношении лесбиянок, геев, бисексуалов и трансгендеров, необходимости законодательного закрепления запрета на дискриминацию по признаку сексуальной ориентации».
После того власти Петербурга отозвали своё согласование. Гей-парад разогнали.

## Мнения

### Разногласия внутри российского ЛГБТ-сообщества
Отношение внутри российского ЛГБТ-сообщества к идее проведения гей-прайда неоднозначно. С тех пор, как стали предприниматься попытки проведения гей-прайда, российское ЛГБТ-сообщество оказалось расколото на два лагеря — противников и сторонником этой акции в России. Противники акции считают, что общество России ещё «не созрело» для воспроизведения зарубежного опыта. Так, против гей-прайда в Москве летом 2006 года высказались восемь ЛГБТ-организаций России. В специальном обращении они назвали парад «провокацией». За эти действия они были подвергнуты жёсткой критике со стороны другой части гей-сообщества. Споры на эти темы в российском ЛГБТ-сообществе практически не прекращаются.
Оппонентом инициативы проекта GayRussia проводить гей-прайды в России традиционно рассматривается Российская ЛГБТ-сеть. В апреле 2010 года её руководитель Игорь Кочетков (Петров) озвучил её позицию в интервью изданию «Газета.ру». Он отметил, что в отношении необходимости видимости и открытости «у „Российской ЛГБТ-сети“ с „GayRussia.Ru“ никаких разногласий нет». Однако, по его мнению, организаторы гей-прайда «не разъяснили до конца цели мероприятия», и «в средствах массовой информации тут же … были представлены и распиарены картинки с европейских и американских карнавалов, и, собственно, организаторов гей-парадов обвинили в том, что они хотят сделать то же самое». Принципиальные разногласия были высказаны следующим образом: «…Когда же наши манифестации приводят к тому, что общество делится на сторонников и противников, то это уводит нас от той цели, которая стоит перед ЛГБТ-активистами, уводит нас от цели быть понятыми». Однако, при этом руководитель Российской ЛГБТ-сети подчеркнул: «…Я думаю, что если кто-то хочет проводить прайды именно в такой форме, в форме шествия в защиту прав человека, против дискриминации по признаку сексуальной ориентации, гендерной идентичности, то они, безусловно, имеют на это право. А государство обязано защищать подобного рода шествия и акции, как и любые другие, скажем, мирные уличные акции — это записано в конституции».
30 мая 2011 года, после событий разгона манифестации гей-прайда, Российская ЛГБТ-сеть выступила с заявлением, осуждающим насилие по отношению к участникам манифестации. В заявлении было высказано осуждение нарушения прав манифестантов, а также бездействия властей в связи с призывами к насилию со стороны «официальных представителей Русской православной церкви, других религиозных и общественных организаций и отдельных лиц». Была озвучена проблема насилия по отношению к ЛГБТ в обществе в целом. Отмечено, что: «Открытое обсуждение в обществе проблем ЛГБТ-сообщества неизбежно приводит к столкновению противоположных, а зачастую и враждебных, мнений. Государство не должно становиться на сторону тех, кто стремится любой ценой уничтожить или заставить замолчать оппонентов. Ответственная государственная власть обязана быть посредником в общественных дискуссиях, обеспечивая всем равное право на высказывание своей точки зрения и способствуя превращению противостояния в цивилизованный диалог».

### Критика
Возражения против проведения гей-прайда в России высказали официальные представители власти, ряд общественных и религиозных деятелей, которых поддержали граждане, вышедшие на акции протеста.

#### Возражения общественных деятелей
С самого начала попыток проведения прайда и на протяжении всего времени вплоть до своей отставки против акций решительно выступал бывший мэр Москвы Юрий Лужков.
Председатель комитета Совета Федерации по науке, культуре, образованию, здравоохранению и экологии Виктор Шудегов заявлял: «в данном случае, московские власти поступили абсолютно правильно… Если такие отклонения имеются, то пусть люди с ними живут, но не выставляют их на всеобщее обозрение».
Председатель Комитета Совета Федерации по делам федерации и региональной политики Рафгат Алтынбаев высказывался, что «природа рождает разных людей. Но не надо свои отклонения выпячивать. Для молодого, подрастающего поколения этот гей-парад ничего хорошего не даст, поскольку нужно стремиться к красоте, к прекрасному, а не выпячивать свои отклонения».
«Гомосексуалистов никто не лишает права жить так, как они хотят, и с тем, с кем хотят, поэтому не надо лезть в общество, пропагандировать свой образ жизни», — заявлял член комитета Госдумы по безопасности Александр Хинштейн.
Многие из тех, кто придерживается традиционных взглядов на общественную мораль, негативно относятся к утверждению о том, что гомосексуальная ориентация является не отклонением от нормы, а лишь врождённой особенностью индивидуума, которую невозможно изменить. Они считают шествия и фестивали сексуальных меньшинств попыткой пропаганды и навязывания обществу чуждого ему образа жизни. Из-за существования такой оппозиции «прайд-парады», как правило, сопровождаются ответными протестами сторонников традиционного общественного уклада.
12 сентября 2006 года появилось заключение экспертной группы, изучавшей вопрос о законности гей-парадов в России. В заключении было указано, что «Гей-парады не имеют никакого отношения к защите прав и свобод человека, не являются формой протеста против дискриминации… а являются изощрённым, циничным средством агрессивной навязчивой пропаганды гомосексуализма как нормального и престижного образа жизни… пропаганды, осуществляемой в том числе в коммерческих целях»; кроме того, было указано на неправомерность использования термина «гомофобия» по отношению к противникам гей-парадов.
Организатор гей-прайда в Москве Николай Алексеев назвал эти заявления «пиаром на идее гей-парада» докторов и экспертов, «имена которых никто никогда не слышал». Николай Алексеев заявил:

«Если нелады с пиаром докторам юридических наук все-таки простительны, то нелады с законом явно нет. Окончательную точку в деле о законности проведения гей-парадов в Москве поставит суд, при необходимости Европейский суд по правам человека, и вот тогда мы узнаем истинную ценность экспертных заключений, прозвучавших во вторник в Москве. Думаю, что судебные решения будет не в пользу псевдоюристов».
После отставки мэра Москвы Юрия Лужкова позицию против проведения гей-прайдов в Москве занял его преемник Сергей Собянин. Эту позицию он изначально озвучил в интервью радиостанции «Эхо Москвы» 16 февраля 2011 года. На вопрос «Когда разрешат гей-парады?» он ответил: «Да, у меня своё отношение к этому есть. Москве это не нужно абсолютно и я не сторонник этого».
Одним из многочисленных представителей органов госвласти, требовавших не допустить проведение гей-прайда после решения ЕСПЧ, в 2011 году, стала председатель комиссии Мосгордумы по здравоохранению и охране общественного здоровья Людмила Стебенкова. По её мнению, последовавшее в дальнейшем решение городских властей отказать заявке гей-активистов вписывается и в рамки международного права. «Согласно определению Европейского суда, государство вправе принять решение об отмене мероприятия, расцененного им как наносящее вред общественному здоровью», — заявила депутат «Газете. Ru».
О своём резко отрицательном отношении к гей-прайду и даже намерении принять участие в его разгоне заявили представители ультранационалистического Русского имперского движения и Союз десантников России. «Я отношусь к параду крайне отрицательно, — сказал Председатель центрального совета Союза десантников России П. Поповских, — мы поможем пограничникам закидать это „сборище“ тухлыми яйцами. И это самое минимальное средство воздействия».
После решения ЕСПЧ наиболее радикальные националисты заявили, что «участие в процессах евроинтеграции, преподносимое как триумф российской дипломатии, несет помимо прочего угрозу суверенитету, национальной безопасности и самобытности нашей страны», «своим решением Европейский суд по правам человека в Страсбурге попытался навязать России проведение так называемых „гей-парадов“. Вне всякого сомнения, подобный вердикт ставит под сомнение суверенитет нашей страны и по идее должен послужить для России поводом к выходу из этой организации».

#### Возражения представителей религии

##### Протесты в 2006 году
Против московского гей-парада выступили основные религиозные организации России. Характерно заявление, которое 14 февраля 2006 г. сделал верховный муфтий Центрального духовного управления мусульман (ЦДУМ) России Талгат Таджуддин в связи с планировавшейся подготовкой к проведению в Москве фестиваля и парада сексуальных меньшинств: «Представители секс-меньшинств могут заниматься, чем хотят, только дома или где-нибудь в укромном месте в темноте… Если они всё-таки выйдут на улицу, тогда их следует только лупить. Все нормальные люди будут это делать» (цитируется по статье в газете «Коммерсант» от 15 февраля 2006). Слова возмущения по этому поводу прозвучали в российской прессе. Некоторые геи и правозащитники возмущены, что после этих призывов к насилию муфтий остался безнаказанным, а его слова не вызвали в обществе должного резонанса.
Против гей-парада выступили также консервативные иудеи и некоторые протестантские конфессии. В частности, председатель Российского объединённого союза христиан веры евангельской Сергей Ряховский заявил: «В случае, если заявленный гей-парад всё-таки состоится в Москве, тысячи евангельских верующих будут готовы выйти на улицу с протестом… Мы готовы совместно с РПЦ, российскими иудеями и мусульманами подать заявку на проведение альтернативной демонстрации в защиту нравственности».

##### Протесты после решения ЕСПЧ
Возражения и протесты против проведения гей-парадов звучали от представителей религии на протяжении всего времени, начиная с 2006 года. Однако, наиболее острую реакцию по этой теме вызвал вердикт Европейского суда по правам человека, признавшего, что ЛГБТ-граждане имеют такое же право на самовыражение и свободу собраний, как и другие, а российские власти своими запретами нарушают их права. Ряд официальных представителей РПЦ и отдельные православные организации выразили своё несогласие с вердиктом. Некоторые из таких примеров представлены ниже.
Архиепископ Владивостокский и Приморский Вениамин в рождественской проповеди 2011 года призвал бороться с гей-парадами:

«Будем же мудры, не допустим в жизни наших семей, нашего общества, нашего Российского дома ничего нечистого и безнравственного: ни наркомании, ни гей-парадов, ни ювенальной юстиции, ни содомского греха. Пусть же этот Новый год станет годом нашего глубокого покаяния, духовного очищения, всеобщего преображения, годом изгнания из нашей земли всех врагов и предателей нашего любимого Отечества и Православия. Нам не нужны для жизни никакие заокеанские идеалы, у России есть своя идея и свой идеал — Христос. Поэтому да сгинут масонские звезды с российского небосвода и над Святой Русью вновь воссияет звезда Вифлеема…».
Глава Отдела внешних церковных связей Русской православной церкви митрополит Волоколамский Иларион в интервью газете «Известия» 24 марта 2011 года заявил, что гей-парады, которые проходят в Париже и Берлине, нарушают права верующих, которые живут в этих «некогда христианских» городах. 5 апреля 2011 года в выступлении перед делегаций Американо-израильского комитета общественных отношений от имени церкви он выразил сожаление по поводу «проведения в Святом Граде [Иерусалиме] „парадов гордости“ сексуальных меньшинств», которые, по его мнению, игнорирует чувства верующих. «Мы убеждены, что только традиционная мораль может быть прочной опорой бытия общества и отношений между людьми» — констатировал он.
13 апреля 2011 года в Москве состоялось заседание Межрелигиозного совета России. В заседании приняли участие председатель Синодального отдела по взаимоотношениям Церкви и общества протоиерей Всеволод Чаплин, руководитель администрации Центрального духовного управления мусульман Талгат Таджуддин, заместитель председателя Совета муфтиев России Х. Саубянов, главный раввин России Адольф Шаевич, председатель Конгресса еврейских религиозных организаций и объединений России Зиновий Коган и другие. Межрелигиозный совет выступил с «Заявлением в связи с удовлетворением Европейским судом по правам человека жалобы на запрет парада „сексуальных меньшинств“ в Москве».
В документе говорится: «Верующие традиционных религий России с огорчением узнали, что 21 октября 2010 года Европейский суд по правам человека удовлетворил обращение представителей „сексуальных меньшинств“, сочтя запрет на проведение их демонстрации в Москве нарушением международных обязательств нашей страны». Авторы документа выступили «в защиту прав того абсолютного большинства, которое считает гомосексуализм грехом или пороком и не желает, чтобы людям навязывали противоположную точку зрения через публичные акции, СМИ, образование, „правовые“ или политические решения». Участники Межрелигиозного совета призвали государственные органы и общественные организации «начать поиск такого правового режима отношений с Советом Европы, который будет исключать выполнение Россией решений этой организации, если они посягают на совесть и оскорбляют нравственные чувства большинства наших сограждан».
Глава синодального Отдела по взаимоотношениям Церкви и общества протоиерей Всеволод Чаплин 27 апреля 2011 года в интервью порталу «Интерфакс-Религия» выразил надежду, что руководство Москвы не позволит гомосексуалам провести гей-парад. Он выразил мнение, что, если для отмены гей-прайдов «нужно изменить международно-правовые нормы, значит, нужно их менять». По мнению представителя РПЦ, вопрос проведения гей-парада в Москве — «тест на самостоятельность и состоятельность российской политики».
Известный православный миссионер игумен Сергий (Рыбко), настоятель храма Сошествия Святаго Духа на апостолов на Лазаревском кладбище, 3 мая 2011 года в интервью Порталу НКО по поводу возможности проведения гей-прайда сказал:

«Ссылаться на другие страны, где подобные мероприятия разрешены, — глупость. Вон папуасы в Амазонке голые ходят. А чего у нас голыми не ходят? Пускай тоже так ходят: в нос кольцо — и пошли. У нас своя культура, свой менталитет, цивилизация, которая эти вещи не приемлет. Я благословляю всех, кто захочет выйти разгонять этот парад, и готов ответить за это перед законом».
Координатор Союза православных хоругвеносцев Юрий Агещев 5 мая 2011 года в интервью изданию «Газета» заявил, что члены его организации намерены выйти во время проведения гей-парада для его разгона и сообщил, что подобный опыт у них уже был в прошлом.
Глава синодального Информационного отдела Владимир Легойда 5 мая 2011 года в прямом эфире радиостанции «Комсомольская правда» назвал гей-парад «пропагандой образа жизни сексменьшинств» и выразил надежду, что московские власти, как и раньше, не разрешат его провести.
Глава синодального Отдела по взаимоотношениям Церкви и общества протоиерей Всеволод Чаплин выступил в Москве на митинге против проведения гей-прайда и призвал россиян заявить миру о недопустимости «пропаганды извращений». По поводу состоявшегося на тот момент отказа московских властей гей-активистам в согласовании их акции, он заявил, что «мы победили тех, кто пытался на этой площади устроить вопреки воле народа шествие людей, пропагандирующих гомосексуализм».

### Поддержка

#### Поддержка в России
Большой резонанс в прессе вызвало заявление губернатора Кировской области Никиты Белых, высказанное в эфире радиостанции «Эхо Москвы» 23 марта 2009 года. На вопрос о возможности проведения гей-прайда он ответил: «В принципе, конечно, можно». Далее по поводу несогласия с этим представителей религии он продолжил:

«Я очень толерантный человек, я могу посоветовать священнослужителям не участвовать в этом мероприятии. Ну как еще? У нас очень такое странное общество. Мы нетерпимы к сексуальным меньшинствам и лицам кавказской национальности, но прощаем и даже поощряем алкоголиков, тунеядцев и еще кого-то, считая, что это вроде как нормально. Я считаю, что тут действительно у каждого есть права. Они прописаны в Конституции. И ты либо соблюдаешь Конституцию, либо ты её принимаешь, что является определяющим тебя как гражданина этой страны, или нет. Вот и все, тут каких-то разногласий быть не может».
 Другим политическим деятелем, прямо высказавшимся в поддержку проведения гей-прайда в России, стал член партии «Яблоко», бывший депутат Государственной Думы Российской Федерации 1-3 созывов Алексей Мельников. Свою позицию он высказал в публикации на сайте радиостанции «Эхо Москвы» 18 января 2010 года, заявив, что в России должны быть разрешены не только гей-парады, но и однополые браки и усыновление детей однополыми семьями.
Несогласие с заявлением мэра Москвы Сергея Собянина о том, что Москве гей-прайды не нужны, выразили ветераны российского правозащитного сообщества Людмила Алексеева и Лев Пономарёв в интервью агентству «Интерфакс» 17 февраля 2011 года.
Глава Московской Хельсинкской группы Людмила Алексеева заявила:

«Я не знаю, за что власти Москвы не любят представителей сексуальных меньшинств, почему они их боятся, и запрещают гей-парады. Что значит — Москве это не нужно? Есть Конституция, международные обязательства России, их нужно соблюдать».
 Лидер движения «За права человека» Лев Пономарёв сообщил, что его насторожило заявление мэра Москвы о недопустимости гей-парадов в столице: 

«Это свидетельствует о том, что будет проводиться линия на подавление массовых акций. Если можно какую-то группу граждан подавлять, то будут подавлять и любую другую группу. Проводить мирные митинги и шествия — конституционное право граждан».
Людмила Алексеева также, совместно с руководителем Российского отделения правозащитной организации «Международная амнистия» Сергеем Никитиным, подвергла критике мэрию Москвы после официального запрета манифестации прайда в мае 2011.
Представитель правительства Российской Федерации в Конституционном, Верховном и Высшем арбитражном судах Михаил Барщевский в интервью радио «Эхо Москвы» 26 апреля 2011 года по поводу проведения гей-прайда сказал: «не вижу оснований запрещать ни юридических, ни с точки зрения прав человека». При этом свою личную позицию он охарактеризовал: «в отношении гей-парадов я 50 на 50».
Заместитель председателя Государственной Думы, лидер партии ЛДПР Владимир Жириновский в интервью Русской службе новостей 17 мая 2011 подверг резкой критике решение московских властей о запрете манифестации гей-прайда: 

«Нигде в мире проблем нет! Создали проблему на ровном месте. … По конституции все имеют право проводить любые акции. Власть расписывается в своей слабости и большевизме. У нас же пролетарская власть. Хоть ведьма, хоть сатана соберется! Есть конституция! Свобода для всех граждан Российской Федерации!»
Лидер петербургского отдела партии «Яблоко» Максим Резник 1 апреля 2011 года принял участие в политических дебатах, где одна из двух тем была посвящена правам гомосексуалов. В выступлении он заявил, что «для партии „Яблоко“ приоритетом является защита прав граждан, и в том числе геев». Во время дискуссии он рассказал в чём, по его мнению, заключается разница между гей-прайдом и «Русским маршем»: первые — геи и лесбиянки — выходят на улицу, чтобы защитить свои собственные права и интересы, а вторые — националисты, — чтобы линчевать всех чужаков.
Первый вице-президент Центра моделирования стратегического развития, политолог Григорий Трофимчук в интервью информационному агентству «REX» 27 апреля 2011 года высказал мнение, что Россия является «обычной либерально-демократической страной, такой же, как, например, Франция или США», и в ней неизбежно появятся все атрибуты либерально-демократических стран, включая гей-прайды, и что «не надо этого бояться».
Кандидат биологических наук, профессор Института биологических наук и кафедры экологии и эволюционной биологии Мичиганского университета США Алексей Кондрашов, отвечая на вопросы читателей крупного православного сайта «Православие и мир» в рубрике «Полемика» заявил, что РПЦ нарушает права гомосексуалов, поддерживая запреты манифестации гей-прайдов. При этом учёный согласен, что у церкви есть право заявлять свои взгляды о гомосексуальности, но не ограничивать гражданские права гомосексуалов: 

 «Выражение взглядов РПЦ не нарушают права гомосексуалов, а вот поддерживаемые РПЦ запреты гей-парадов, ставящие Москву вне современной Европы — нарушают».
Постоянную поддержку проекту GayRussia, включая инициативу проведения гей-прайда, оказывает писательница, драматург и активная участница феминистского движения Мария Арбатова.

#### Поддержка за рубежом
События вокруг попыток проведения гей-прайдов в России вызвали большой резонанс в прессе за рубежом. На протяжении всех лет с 2006 года протесты против запретов акции и нападений на гей-активистов выразили различные политики и правозащитные организации за рубежом. Апогеем этой истории стало заключение Европейского суда по правам человека о неправомерности запретов акций. В числе последних выступлений за рубежом (на май 2011 года) можно назвать следующие.
В ежегодном докладе МИД Великобритании «Права человека и демократия 2010» Россия вошла в число стран, где ситуация с правами человека «вызывает самую большую озабоченность» (совместно с Белоруссией, Колумбией, Кубой, 7 африканскими и 15 азиатскими государствами, включая Туркмению и Узбекистан). В докладе подчёркнуто, что запреты проведения гей-прайдов являются нарушением права на свободу собраний, а также представляют собой практику противозаконной дискриминации на основе сексуальной ориентации. Великобритания, указывается в докладе, является единственной страной — членом Евросоюза, у которой формализован процесс консультаций с Россией по проблематике прав человека, на которых, как сообщается, также поднимались и вопросы соблюдения прав сексуальных меньшинств.
Доклад Государственного департамента США о соблюдении прав человека в России, опубликованный на официальном сайте американского внешнеполитического ведомства 8 апреля 2011 года, содержит целую главу, посвящённую «оскорблениям, дискриминации и актам насилия на основе сексуальной ориентации и гендерной идентичности». В главе перечислены основные факты дискриминации ЛГБТ-граждан в России, где немало внимания уделяется повествованию о попытках проведения гей-прайдов в России.
После очередного отказа гей-активистам в проведении акции прайда в 2011 году правозащитная организация «Amnesty International» («Международная Амнистия») выступила с призывом к власти Москвы отменить запрет. Директор региональной программы «Amnesty International» по Европе и Центральной Азии Никола Дакворт заявила:

«Московская мэрия должна отменить своё решение о запрете на проведение в этом году московского гей-парада. Так называемые опасения за общественную мораль не могут служить оправданием для ограничения свободы самовыражения лесбиянок, геев, бисексуалов и транссексуалов. В такой ситуации правильным было бы не сдаваться перед подобными требованиями, а обеспечить людям, желающим законно реализовать свои права, возможность сделать это достойно и в безопасной обстановке».
С аналогичным заявлением выступила американская правозащитная организация «Human Rights First».
В июне 2012 года Комитет министров Совета Европы на уровне заместителей министров иностранных дел осудил неисполнение Россией постановления ЕСПЧ по делу «Алексеев против России», выражая озабоченность тем, что «с момента вынесения постановления суда заявитель не имел возможности организовать шествия гей-прайдов в Москве».

### Примечание 1
1. ↑  Петербургский «Радужный флэш-моб» 17 мая 2009 года в многочисленных публикациях в прессе был назван «гей-парадом», хотя сами организаторы заявляли:

«Это не гей-парад, мы просто пройдём с шариками по Невскому и усиленно будем делать вид, что мы не демонстрация»— «„Радужный флэш-моб“ геев и лесбиянок прошёл мирно». // Фонтанка.ру, 17 мая 2009
2. ↑  Николай Алексеев, организатор Московского гей-прайда:

«Я гей-парады не провожу. Я провожу правозащитные акции. <…> Это просто расхожий стереотип. Никогда я не называл это гей-парадом. И ни в одной заявке так не было написано. Да, для СМИ это гей-парад, но не для нас. Для нас это правозащитная акция прежде всего. И так было с самого первого дня. Не только СМИ, но и московские власти захотели обозвать это гей-парадом, чтобы было легче запретить»— «Мы — не они, они — не мы: про гей-прайды и про честность». // GayRussia.ru, 12 февраля 2010

### Примечание 2
1. ↑  В Санкт-Петербурге состоялся гей-парад Архивная копия от 5 мая 2021 на Wayback Machine. // Lenta.ru, 17 мая 2009
2. ↑  И.Кон «Клубничка на березке: сексуальная культура в России» (М.: Время, 2010)
3. ↑  Санкт-Петербургский ЛГБТ-прайд Архивная копия от 7 января 2012 на Wayback Machine. // Официальный сайт
4. ↑  Состоится ли гей-парад в Москве? Архивная копия от 23 сентября 2020 на Wayback Machine // Эхо Москвы, 2 августа 2005  (Дата обращения: 4 августа 2011)
5. ↑  Лужков оказался в щекотливом положении Архивная копия от 12 октября 2019 на Wayback Machine // Официальный сайт НТВ, 4 марта 2007
6. ↑  «Пророк Мухаммед приказывал убивать гомосексуалистов» Архивная копия от 13 сентября 2014 на Wayback Machine // Газета «Коммерсантъ», № 27 (3358), 15.02.2006
7. ↑  «От открытости к равноправию»: Вопросы и ответы Архивная копия от 8 января 2012 на Wayback Machine  // Сайт Санкт-Петербургского ЛГБТ-прайда
8. 1 2  Prerequisites for future EU-Russia agreement Архивная копия от 12 июня 2011 на Wayback Machine // European Parliament, 9 июня 2011
9. 1 2  CASE OF ALEKSEYEV v. RUSSIA Архивная копия от 26 мая 2011 на Wayback Machine // European Court of Human Rights, 21 октября 2010
10. 1 2  Русский перевод решения ЕСПЧ: ДЕЛО «АЛЕКСЕЕВ против РОССИИ» (ALEKSEYEV v. RUSSIA) Архивная копия от 22 августа 2011 на Wayback Machine
11. ↑  WWW.GAY.RU: Общество > Гей-движение > Прайды и акции :: Первый гей-парад в Москве. Август 1998 года. Дата обращения: 5 августа 2010. Архивировано 13 сентября 2014 года.
12. ↑  Интервью организаторов фестиваля «Радуга без границ» Архивная копия от 5 августа 2009 на Wayback Machine
13. ↑  С молитвами, бомбой и ножом. Дата обращения: 3 июня 2010. Архивировано 13 сентября 2014 года.
14. ↑  Католики пострадали от любви. Дата обращения: 27 июня 2010. Архивировано 21 апреля 2014 года.
15. 1 2  [[Портал-Credo.Ru]]: МОНИТОРИНГ СМИ: Подарок петербургским католикам ко Дню города от городских властей. Разнузданный гей-парад у стен католического храма св. Екатерины в Санкт-Пе … Дата обращения: 6 декабря 2009. Архивировано 13 сентября 2014 года.
16. ↑  Письмо Святейшего Патриарха Алексия мэру Москвы Ю. М. Лужкову по поводу идеи проведения в столице гей-парада / Патриарх / Патриархия.ru. Дата обращения: 6 декабря 2009. Архивировано 12 января 2010 года.
17. ↑  Каталог СМИ — Тверской суд Москвы поддержал запрет на проведение гей-парада — Новости. Дата обращения: 6 декабря 2009. Архивировано из оригинала 11 января 2008 года.
18. ↑  ФОМ > Сексуальные меньшинства. Запрет на проведение гей-парада. Дата обращения: 5 мая 2020. Архивировано 23 сентября 2020 года.
19. 1 2  Между Меркель и Путиным встал Бек Архивная копия от 18 мая 2011 на Wayback Machine
20. ↑  Посольство России в Берлине пикетировали представители сексуальных меньшинств Германии. Дата обращения: 6 декабря 2009. Архивировано 12 января 2008 года.
21. 1 2  Гнетий В. Европейское эхо московского гей-парада Архивная копия от 26 мая 2009 на Wayback Machine // Независимая газета, 31 мая 2008
22. ↑  Arrests at Russian gay protests Архивная копия от 30 апреля 2009 на Wayback Machine // BBC News, 27 мая 2007
23. ↑  Eggs and punches at Russia gay march Архивная копия от 20 октября 2011 на Wayback Machine // BBC News, 27 мая 2007
24. 1 2 3  «Aussie bashed at gay protest» // The Sydney Morning Herald. — 2007. Архивировано 3 ноября 2012 года.
25. ↑  Harding L. Gay activists beaten and arrested in Russia Архивная копия от 18 мая 2012 на Wayback Machine // The Guardian, 27 May 2007
26. ↑  Schwirtz M. Riot troops break up a gay rights rally in Moscow // International Herald Tribune, 28 May 2007
27. ↑  Трояновский, Антон (11 августа 2007). Rights Movement Divides Russia's Gay Community. The Washington Post (англ.). Архивировано 13 сентября 2014. Дата обращения: 24 октября 2021.
28. ↑  Faulconbridge G. Russian police detain gays as punches fly Архивная копия от 23 марта 2021 на Wayback Machine // Reuters, May 27, 2007
29. ↑  Европа вступилась за московских геев Архивная копия от 14 апреля 2012 на Wayback Machine // Русская служба Би-би-си, 29 мая 2007
30. ↑  Лондонская Ассамблея осудила запрет гей-парада в Москве Архивная копия от 13 сентября 2014 на Wayback Machine // РИА Новости, 15 июня 2007
31. ↑  Новые Известия: Они сделали ЭТО. Представители секс-меньшинств всё-таки прошли, но не по Тверской Архивная копия от 23 августа 2008 на Wayback Machine
32. ↑  Н. Алексеев «Ключевая роль представителей сексуальных меньшинств в борьбе за свободу собраний в России» (недоступная ссылка). // Бюллетень «European Human Rights Advocacy Centre», выпуск 2(5), зима 2009
33. ↑  NEWSru.com: Европейский суд окончательно признал незаконным запрет гей-парадов в Москве. Дата обращения: 22 апреля 2011. Архивировано 4 сентября 2011 года.
34. ↑  Представителям секс-меньшинств не разрешили проводить акцию на Болотной площади в Москве — Новости — Интерфакс
35. 1 2  В ходе прошедших акций гей-активистов задержаны более 60 человек Архивная копия от 13 сентября 2014 на Wayback Machine // Русская служба новостей, 28 мая 2011
36. 1 2 3  Праворадикалы участвовали в разгоне гей-парада в Москве Архивная копия от 10 декабря 2011 на Wayback Machine // Информационно-аналитический центр «Сова», 28 мая 2011
37. ↑  Репортаж: Москва плюнула на Страсбург (недоступная ссылка) // News.BCM.Ru, 28 мая 2011
38. ↑  Среди задержанных в Москве гей-активистов есть граждане США и Франции Архивная копия от 1 июня 2011 на Wayback Machine // РИА Новости, 28 мая 2011
39. ↑  Парад в Москве глазами американских и французских гей-активистов (недоступная ссылка) // Idealforum, 28 мая 2011
40. ↑  Dozens arrested in Moscow gay rights parade clashes Архивная копия от 13 декабря 2013 на Wayback Machine // CNN, 28 мая 2011
41. ↑  Американский борец за права геев, задержанный в Москве, призвал Госдеп осудить разгон гей-парада Архивная копия от 1 июня 2011 на Wayback Machine // Newsru.com, 28 мая 2011
42. ↑  Почему я сегодня иду на гей-парад Архивная копия от 30 мая 2011 на Wayback Machine // Новая газета, 28 мая 2011
43. ↑  Почему я сегодня иду на гей-парад Архивная копия от 11 августа 2020 на Wayback Machine // «Эхо Москвы», 28 мая 2011
44. ↑  Почему геи и лесбиянки устраивают парад? Архивная копия от 1 июня 2011 на Wayback Machine // Частный корреспондент, 29 мая 2011
45. ↑  ОМОН встал на защиту геев Архивная копия от 1 июня 2011 на Wayback Machine // Московский комсомолец, 28 мая 2011
46. ↑  Забирайте их себе Архивная копия от 13 сентября 2014 на Wayback Machine // Православие и мир, 29 мая 2011
47. ↑  Церковь благодарит власти за разгон гей-прайда в центре Москвы: прислушались к голосу народа Архивная копия от 2 июня 2011 на Wayback Machine // Газета.ru, 30 мая 2011
48. ↑  В Церкви благодарны властям за пресечение гей-парада в Москве Архивная копия от 2 июня 2011 на Wayback Machine // Интерфакс, 30 мая 2011
49. ↑  РПЦ поблагодарила милицию за разгон московского гей-парада Архивная копия от 23 сентября 2020 на Wayback Machine // Lenta.ru, 30 мая 2011
50. ↑  Госдеп США озабочен событиями во время гей-парада в Москве Архивная копия от 3 июня 2011 на Wayback Machine // РИА Новости, 30 мая 2011
51. ↑  МИД Франции напомнил о свободе собраний после разгона гей-парада в РФ Архивная копия от 5 июня 2011 на Wayback Machine // РИА Новости, 30 мая 2011
52. ↑  Турбьёрн Ягланд призывает к конструктивному диалогу о свободе собраний в России // Пресс-служба Совета Европы, 30 мая 2011
53. ↑  Европарламент принял резолюцию по России Архивная копия от 13 июня 2011 на Wayback Machine // Коммерсантъ, 9 июня 2011
54. ↑  Европарламент выразил сожаление в связи с запретом гей-прайда в Москве Архивная копия от 13 июня 2011 на Wayback Machine // Gayrussia.ru, 9 июня 2011
55. ↑  Ирина Алексеева также подавала заявку московским властям о проведении гей-акций
56. ↑  Гей-парад пожаловался на Россию и Собянина в Европейский суд Архивная копия от 12 мая 2012 на Wayback Machine // Новый регион, 2 мая 2012
57. ↑  Запрет прошлогоднего гей-прайда в Москве обжалован в Европейском Суде по правам человека Архивная копия от 13 мая 2012 на Wayback Machine // GayRussia, 2 мая 2012
58. ↑  Владимир Волохонский. Как я организовал крупнейший гей-парад России и запустил медведа Архивная копия от 18 февраля 2019 на Wayback Machine// Грани.ру Блог: Свободное место, 2 мая 2012
59. ↑  Гей-парад в Москве запланирован на 27 мая Архивная копия от 13 сентября 2014 на Wayback Machine // Комсомольская правда, 14 мая 2012
60. ↑  Власти Москвы вновь не разрешили провести гей-парад Архивная копия от 11 ноября 2014 на Wayback Machine // РИА Новости, 18 мая 2012
61. ↑  Отказ московской мэрии на проведение гей-парада обжалуют Архивная копия от 25 мая 2012 на Wayback Machine // РИА Новости, 18 мая 2012
62. ↑  Первый гей-парад в Санкт-Петербурге Архивная копия от 19 сентября 2020 на Wayback Machine // ИноСМИ, 5 июля 2012
63. ↑  Первый в России гей-парад официально согласовали Архивная копия от 13 сентября 2014 на Wayback Machine // Комсомольская правда, 5 июля 2012
64. ↑  В первый раз. В Петербурге пройдет первый в России гей-прайд Архивная копия от 13 сентября 2014 на Wayback Machine // Каспаров.ру, 4 июля 2012
65. ↑  ЛГБТ согласовало со Смольным шествие за свои права Архивная копия от 5 июля 2012 на Wayback Machine // РИА Новости, 4 июля 2012
66. ↑  Власти Петербурга запретили гей-парад Архивная копия от 29 июня 2015 на Wayback Machine // Интерфакс, 5 июля 2012
67. ↑  Представители ЛГБТ-сообщества России снова призвали не поддаваться на провокации Архивная копия от 11 октября 2013 на Wayback Machine // GarNewsRu, 18 мая 2006
68. ↑  Зачем геи борются за свои права? // Газета.ру, 1 апреля 2010
69. ↑  Заявление Российской ЛГБТ-Сети в связи с событиями в Москве 28 мая. Дата обращения: 30 мая 2011. Архивировано из оригинала 13 сентября 2014 года.
70. ↑  Гей-парад небезопасен для общества и государства Архивная копия от 17 октября 2011 на Wayback Machine // Regions.ru
71. ↑  Проведение гей-парадов в России неправомерно — заключение юристов Архивная копия от 13 сентября 2014 на Wayback Machine. // Интерфакс-Религия, 12 сентября 2006  (Дата обращения: 30 июля 2010)
72. ↑  Алексеев, Николай Архивная копия от 14 марта 2021 на Wayback Machine в Lenta.ru
73. ↑  «Эксперты» не считают гей-парад правом человека (недоступная ссылка). // GayRussia.ru, 13 сентября 2006  (Дата обращения: 30 июля 2010)
74. ↑  Интервью мэра Москвы Сергея Собянина радиостанции «Эхо Москвы» Архивная копия от 13 сентября 2014 на Wayback Machine // Официальный сайт правительства Москвы, 16 февраля 2011
75. 1 2  Гей-парад поменял ориентацию Архивная копия от 18 сентября 2020 на Wayback Machine // Газета.ru, 17 мая 2011
76. ↑  Парад извращенцев Архивная копия от 4 июня 2011 на Wayback Machine // Агентство политических новостей, 16 мая 2011
77. ↑  Окно в Европу оказалось люком в выгребную яму Архивная копия от 27 июня 2015 на Wayback Machine // Сегодня.ру, 13 февраля 2011
78. ↑  Наталия Геворкян: Нормальные и выродки
79. ↑  Архиепископ Вениамин обратился к своей пастве и осудил геев и наркоманов Архивная копия от 8 января 2011 на Wayback Machine // Владньюс.инфо, 6 января 2011
80. ↑  В интервью газете «Известия» митрополит Волоколамский Иларион рассказал о гонениях на христиан в современном мире Архивная копия от 29 июля 2014 на Wayback Machine // Официальный сайт Отдела внешних церковных связей РПЦ, 24 марта 2011
81. ↑  Выступление председателя Отдела внешних церковных связей Московского Патриархата митрополита Волоколамского Илариона перед делегацией Американо-израильского комитета общественных отношений Архивная копия от 19 мая 2011 на Wayback Machine // Официальный сайт Отдела внешних церковных связей РПЦ, 5 апреля 2011
82. ↑  Межрелигиозный совет России выступил против проведения акций, заведомо оскорбляющих нравственные чувства большинства граждан страны Архивная копия от 19 мая 2011 на Wayback Machine // Патриархия.ру, 13 апреля 2011
83. 1 2  Заявление Межрелигиозного совета России в связи с удовлетворением Европейским судом по правам человека жалобы на запрет парада «сексуальных меньшинств» в Москве Архивная копия от 19 мая 2011 на Wayback Machine // Патриархия.ру, 13 апреля 2011
84. ↑  Геи и «Дети — жертвы пороков взрослых» Архивная копия от 3 мая 2011 на Wayback Machine // Интерфакс, 27 апреля 2011 года
85. ↑  Игумен Сергий (Рыбко): Я благословляю тех, кто выйдет разгонять гей-парад, и готов за это ответить Архивная копия от 13 сентября 2014 на Wayback Machine // Regions.ru, 3 мая 2011
86. ↑  Союз православных хоругвеносцев (СПХ) запланировал ряд акции, направленных против представителей сексуальных меньшинств, в Москве Архивная копия от 27 сентября 2020 на Wayback Machine // Газета.ру, 05 мая 2011
87. ↑  В Церкви надеются, что власти Москвы не разрешат гей-парад Архивная копия от 13 сентября 2014 на Wayback Machine // Интерфакс, 2 мая 2011
88. ↑  Церковь призывает россиян твердо заявить миру о недопустимости «пропаганды извращений» Архивная копия от 13 сентября 2014 на Wayback Machine // Интерфакс, 23 мая 2011
89. ↑  Протоиерей Всеволод Чаплин: Мы победили тех, кто вопреки воле народа пытался пропагандировать гомосексуализм Архивная копия от 13 сентября 2014 на Wayback Machine // Православие и мир, 23 мая 2011
90. ↑  Открытость власти — готово ли к этому общество и сама власть? Архивная копия от 27 сентября 2020 на Wayback Machine // «Эхо Москвы», 23 марта 2009
91. ↑  Открытость власти — готово ли к этому общество и сама власть? Архивная копия от 15 сентября 2011 на Wayback Machine // Официальный сайт Никиты Белова
92. ↑  Гей-парады и политические извращенцы Архивная копия от 27 января 2010 на Wayback Machine // Комментарии на «Эхо Москвы», 18.01.2010
93. ↑  Алексей Мельников призвал разрешить гей-парады и легализовать гей-браки (недоступная ссылка) // Круглосуточный портал о главном, 21 января 2010
94. 1 2  Правозащитники призывают Собянина изменить отношение к геям // Интерфакс, 17 февраля 2011
95. ↑  Правозащитники выступили против решения властей запретить гей-парад Архивная копия от 13 сентября 2014 на Wayback Machine // Русская служба новостей, 27 мая 2011
96. ↑  Правозащитники Л.Алексеева и С.Никитин против запрета гей-парада Архивная копия от 30 мая 2011 на Wayback Machine // Аргументы.ру, 27 мая 2011
97. ↑  Особое мнение Архивная копия от 27 сентября 2020 на Wayback Machine // «Эхо Москвы», 26 апреля 2011
98. ↑  Интервью гостей: Владимир Жириновский Архивная копия от 13 сентября 2014 на Wayback Machine // Русская служба новостей, 17 мая 2011
99. ↑  Первоапрельские дебаты объединили Каддафи и геев Архивная копия от 13 сентября 2014 на Wayback Machine // Закс. Ру, 2 апреля 2011
100. ↑  Голубое «Яблоко» с гнильцой внутри Архивная копия от 8 мая 2017 на Wayback Machine // Русская линия, 5 апреля 2011
101. ↑  В Москве неизбежно появление всех атрибутов западного мира, включая гей-парады Архивная копия от 6 февраля 2020 на Wayback Machine // ИА «REX», 27 апреля 2011 года
102. ↑  Возможен ли диалог? Архивная копия от 17 октября 2015 на Wayback Machine // Православие и мир, 15 апреля 2011
103. ↑  Евровидение оскандалилось… Архивная копия от 13 сентября 2014 на Wayback Machine // Русский журнал, 15 мая 2009
104. ↑  Мария Арбатова. Такого пиара у гей-прайда ещё не было Архивная копия от 21 сентября 2020 на Wayback Machine // Взгляд.ру, 27 мая 2011
105. ↑  Перемен нет. Британский МИД раскритиковал права человека в России Архивная копия от 13 сентября 2014 на Wayback Machine // Газета.ru, 4 апреля 2011
106. ↑  Госдепартамент США привел факты дискриминации ЛГБТ в России в своем ежегодном докладе Архивная копия от 15 апреля 2011 на Wayback Machine // Gayrussia, 12 апреля 2011
107. ↑  Московские власти запретили гей-парад Архивная копия от 31 мая 2011 на Wayback Machine // Пресс-релиз Amnesty International, 18 мая 2011 года
108. ↑  Human Rights First Condemns Decision to Ban Moscow Gay Pride Архивная копия от 23 мая 2011 на Wayback Machine // Human Rights First, 17 мая 2011
109. ↑  ЕС потребовал у России объяснить неисполнение решения Страсбурга о гей-парадах (недоступная ссылка) // Официальный сайт Уполномоченного по правам человека в Российской Федерации, 11 июня 2012